# 大同郡
大同郡（テドンぐん）は朝鮮民主主義人民共和国平安南道に属する郡。平壌直轄市に隣接する。

## 地理
平安南道の南西部に位置する。東に平壌直轄市、北に平原郡、西に甑山郡、南に南浦特別市と境を接する。

## 行政区域
1邑・1労働者区・21里を管轄する。
| - 大同邑（テドンウプ） - 柴井労働者区（シジョンノドンジャグ） - 可庄里（カジャンニ） - 孤山里（コサンニ） - 金井里（クムジョンニ） - 徳村里（トクチョンニ） - 徳華里（トクァリ） - 馬山里（マサンニ） - 班石里（パンソンニ） - 上西里（サンソリ） - 西祭里（ソジェリ） | - 星三里（ソンサムニ） - 星七里（ソンチルリ） - 順和里（スヌァリ） - 硯谷里（ヨンゴンニ） - 梧琴里（オグムニ） - 臥牛里（ワウリ） - 元川里（ウォンチョンニ） - 長山里（チャンサンニ） - 中石花里（チュンソクァリ） - 板橋里（パンギョリ） - 八青里（パルチョンニ） - 鶴水里（ハクスリ） |

## 歴史
もともと平壌とその周辺地域の行政単位で、平壌府に属していた。1914年に平壌が平壌府になった際に、周辺地域が平安南道大同郡となった。
北朝鮮成立後は、大同郡の一部が東の平壌直轄市に編入される一方、周辺の郡から大同郡への編入も行われている。

### 年表
この節の出典
- 1914年4月1日 - 郡面併合により、平安南道平壌府の中心地域(隆興面・隆徳面および内川面・外川面・大興面・林原面の各一部)が新たな平壌府として分離。平壌府の残りの大部分(徳山面および南祭山面・乭串面・金呂垈面の各一部を除く)が大同郡に改編。大同郡に以下の面が成立。(17面)
  - 古平面・青龍面・龍淵面・西川面・龍岳面・南串面・秋乙美面・南兄弟山面・大宝面・柴足面・在京里面・金祭面・龍山面・斧山面・大同江面・栗里面・林原面
- 1928年3月 - 龍山面・西川面・大同江面の各一部が平壌府に編入。(17面)
- 1939年 (15面)
  - 西川面が南兄弟山面・林原面・斧山面、平壌府に分割編入。
  - 大同江面が栗里面・龍淵面・南串面、平壌府に分割編入。
  - 古平面の一部が平壌府に編入。
- 1940年代初頭 - 秋乙美面・栗里面の各一部が平壌府に編入。(15面)
- 1946年9月 - 林原面の一部が平壌直轄市北区に編入。(15面)
- 1947年初 - 青龍面・秋乙美面・栗里面・龍淵面・南串面が中和郡に編入。(10面)
- 1947年 (11面)
  - 柴足面が江東郡に編入。
  - 大宝面が江西郡に編入。
  - 平原郡東岩面・順安面・両花面を編入。
- 1948年7月 - 古平面の一部が平壌直轄市南区に編入。(11面)
- 1952年12月 - 郡面里統廃合により、平安南道大同郡古平面・龍山面・金祭面・南兄弟山面および林原面の一部、平原郡徳山面の一部地域をもって、大同郡を設置。大同郡に以下の邑・里が成立。(1邑24里)
  - 大同邑・龍山里・龍峯里・元魯里・万景台里・望日里・金泉里・大平里・院場里・順和里・長山里・鶴水里・金井里・西祭里・孤山里・臥牛里・柴井里・古泉里・棠村里・西浦里・和盛里・清渓里・徳村里・徳華里・川南里
- 1953年 - 川南里の一部が分立し、下堂里が発足。(1邑25里)
- 1954年 - 下堂里の一部が棠村里に編入。(1邑25里)
- 1957年4月 (1邑25里)
  - 清渓里の一部が分立し、平壌直轄市西区域臥山洞となる。
  - 西浦里の一部が分立し、平壌直轄市西区域西山洞となる。
- 1958年6月 - 和盛里の一部が順安郡龍城労働者区に編入。(1邑25里)
- 1959年2月 (1邑21里)
  - 西浦里・下堂里が平壌直轄市西区域に編入。
  - 和盛里・清渓里が平壌直轄市大城区域に編入。
- 1959年9月 (1邑22里)
  - 大同邑・万景台里・龍峯里・龍山里・棠村里・古泉里が新設の平壌直轄市万景台区域に編入。
  - 川南里が平壌直轄市西城区域に編入。
  - 甑山郡馬山里・星七里・星三里・硯谷里・可庄里・班石里、江西郡八青里・大宝山里を編入。
  - 柴井里が大同邑に昇格。
- 1960年10月 - 金泉里の一部が平壌直轄市万景台区域万景台里に編入。(1邑22里)
- 1961年 (1邑1労働者区21里)
  - 大同邑が柴井労働者区に降格。
  - 院場里が大同邑に昇格。
  - 星七里の一部が馬山里に編入。
- 1966年3月 - 元魯里・金泉里・望日里・大平里が平壌直轄市万景台区域に編入。(1邑1労働者区17里)
- 1967年 (1邑1労働者区18里)
  - 長山里の一部が平壌直轄市万景台区域元魯里の一部と合併し、元川里が発足。
  - 順和里・金井里の各一部が大同邑に編入。
- 1972年4月 - 順安郡上西里・板橋里・中石花里・梧琴里を編入。(1邑1労働者区22里)
- 1987年 - 大宝山里および八青里の一部が南浦直轄市江西区域に編入。(1邑1労働者区21里)

## 交通

### 鉄道
- 柴井線
  - 柴井駅